# Defesa Morphy
A Defesa Morphy é a denominação de uma abertura de xadrez oriunda da Abertura Ruy Lopez, que questiona a intenção do bispo forçando a decisão entre a troca por cavalo ou retirada (3...a6). Sendo caracterizada pelos movimentos:
1. e4 e5
2. Cf3 Cc6
3. Bb5 a6
4. Ba4 Cf6

Uma defesa das peças Pretas com o movimento do cavalo Preto em 4...Cf6 para recapturar o peão 'e' perante o avanço do bispo Branco em 4.Aa4. Sendo a mais popular resposta das Pretas para à abertura Ruy López.

## Variantes
Existem várias linhas que começam a partir da reação das brancas, entre elas a Variante das Trocas, a Variante Aberta, a Variante Fechada e a Variante Marshall.

### Variante das trocas
A variante das trocas acontece quando as brancas resolvem capturar o cavalo de c6:
4.Bxc6 dxc6
5.0-0
5.Cxe5 Dd4 
6.Cf3 Dxe4+ 
7.De2 Dxe2+ 
8.Rxe2 Bg4
Sendo a linha mais comum é a recaptura com o peão de d7. Com esta linha, as brancas esperam danificar a estrutura de peões das pretas.
A maioria dos grandes mestres prefere os Bispos aos Cavalos, mas ninguém menos que Bobby Fischer as vezes aparecia com a Variante das Trocas. As brancas dispõem de uma vantagem à longo prazo devido aos peões dobrados, mas as pretas têm um meio-jogo com dois Bispos à frente.

### Variante Fechada
A variante fechada (que começa com 4.Ba4 Cf6 5.0-0 Be7) é um sistema popular em todos os níveis, e oferece uma variedade de planos para os dois lados. Ela é extremamente flexível para as pretas e oferece um jogo complexo para os dois jogadores. A linha principal continua com 6.Te1 b5 7.Bb3 d6 8.c3 O-O. Considerada a melhor variação contra a Espanhola, com a virtude de continuar o desenvolvimento das peças ao mesmo tempo que ameaça, agora capturar o peão e4. As Brancas terão de tomar medidas contra ele, e há apenas quatro movimentos possíveis: 6.Te1, 6.De2, 6.d4 e 6.Cc3, pois 6.Axc6 seria ruim.

### Variante Aberta
A variante aberta não é tão popular quanto a fechada, e começa com 4.Ba4 Cf6 5.0-0 Cxe4. As pretas não pretendem manter o peão extra, mas aproveitar a luta das brancas para recuperar a diferença de material. Existem muitas linhas nesta variante, algumas analisadas além do vigésimo lance para os dois lados.

### Variante Marshall
O ataque Marshall foi elaborado pelo enxadrista Frank Marshall em 1918 contra Capablanca. Após analises posteriores verificaram que este ataque é um dos mais temidas no arsenal das pretas contra a Ruy López. Sendo caracterizado pelos lances:
4.Ba4 Cf6
5.0-0 Be7
6.Te1 b5
7.Bb3 0-0
8.c3 d5
Presença de muitos lances forçados, o que obriga ambos jogadores a conhecerem muita a teoria. Forçando as Brancas o "anti-Marshall".

### Variante Chigorin
A Variante Chigorin provêm da Defesa Morphy Fechada, sendo caracterizada pela seguinte sequência:
4. Ba4 Cf6 
5. 0-0 Be7 (Morphy Cerrada – alternativa seria Variante Aberta da Ruy Lopez 5...Ce4) 
6. Te1 b5 
7. Bb3 d6 
8. c3 0-0 
9. h3 Ca5 
10. Bc2 c5 
11. d4 Dc7.
Essa é a versão moderna de Chigorin (pois a original consistia em Cc6-a5 e c7-c5 a partir do 8º lance) que conduz a uma complexa luta pelo domínio do centro e de linhas centrais abertas:
12.Cbd2 Cc6 
13.dc5 dc5